# R. Nagaswamy
Ramachandran Nagaswamy (Madrás, 10 de agosto de 1930-23 de enero de 2022) fue un historiador, arqueólogo y epigrafista indio quien fue conocido por su trabajo acerca de las inscripciones de los templos y la historia del arte de Tamil Nadu. Se desempeñó como Director del Departamento de Arqueología de Tamil Nadu. También jugó un papel decisivo en el inicio del festival anual Chidambaram Natyanjali en 1980.

## Biografía
Obtuvo su doctorado en artes y arqueología de la Universidad de Poona. Recibió capacitación arqueológica en el Servicio Arqueológico de la India (ASI) y en 1959 se unió al Museo del Gobierno de Chennai como curador de arte y arqueología.
Hizo de la arqueología un tema muy popular en Tamil Nadu, especialmente entre los niños a través de la publicación de guías de bolsillo. También fue responsable de involucrar a varios miles de estudiantes de escuelas y universidades en la limpieza y conservación de lugares y monumentos históricos cercanos.
Falleció en su casa en Chennai, el 23 de enero de 2022, a la edad de 91 años.

## Premios
Recibió el tercer premio civil más importante de la India, el Padma Bhushan, en 2018.